# Brigitte Lahaie
Brigitte Lahaie, född 12 oktober 1955 i Tourcoing som Brigitte Lucie Jeanine Van Meerhaeghe, är en fransk skådespelare och radiopersonlighet. Hon är mest känd för sin karriär som pornografisk skådespelare från 1976 till 1980.

## Biografi
Brigitte Lahaie flyttade hemifrån som 18-åring, och arbetade inledningsvis i en skoaffär i Paris. Kort därefter uppmärksammades hon för sitt utseende och accepterade ett förslag att börja posera som nakenmodell i olika pornografiska herrtidningar.
Brigitte Lahaie började sin karriär som porrskådespelerska 1976, bara ett år efter att hårdporr blivit lagligt i Frankrike och under den så kallade "gyllene eran" för porren – då porrfilm var en lukrativ del av biografutbudet. Hon blev sin tids mest kända franska porrstjärna, och under de följande åren medverkade hon i ett trettiotal pornografiska långfilmer – inklusive 1976 års Jouissances i regi av Claude Mulot. Dessutom syntes hon i en mängd erotiska filmer, utan explicita sexscener. Jean Rollin, som regisserat Lahaie i en porrfilm, ville även ge henne chansen att medverka i vanliga filmer, vilket ledde till en roll i Les Raisins de la mort (1978) och senare i Fascination (1979).
Därefter övergav hon porrbranschen, för att istället försöka skapa sig en karriär inom den allmänna franska filmen. År 1981 syntes hon i rollen som sjuksköterska i Pour la peau d'un flic (svenska: En gång snut alltid snut), vid sidan av Alain Delon. Hon mederkade även i Jess Francos Faceless (1987), som prostituerad i Henry & June (1990) samt i Calvaire (2004).
Brigitte Lahaie kom dock i regel att få figurera i mindre sidoroller, vilket fick henne att istället pröva lyckan som sångerska (den mindre lyckade singeln "Caresse tendresse") och författare. Hon skrev en självbiografi, betitlad Moi, la scandaleuse ('Jag, skandalernas kvinna'). Därefter författade hon "tantsnusk"-romanerna La Femme modèle (1991) och Le Sens de la vie (1994) – båda utgivna på stora förlaget J'ai Lu.
År 1987 blev hon programvärd i radio och TV. Efter Les Grosses têtes i RTL åren 1987–1992 hördes och syntes hon från och med 1990-talet i olika franska kabelkanaler. Från 2001 och fram till 2016 hade hon ansvaret för det dagliga eftermiddagsprogrammet Lahaie, l'amour et vous ('Lahaie, kärleken och ni') i Radio Monte-Carlo (RMC). Det två timmar långa programmet hade sex och relationer som tema. Efter RMC-åren kom hon att arbeta i en liknande roll på Sud Radio.
Den hästintresserade Lahaie fungerade som kommentator för hästtävlingarna under 2012 års sommar-OS i London.
År 2020 återvände Brigitte Lahaie till filmbranschen. Hon medverkade med en roll i den erotiska filmen Une dernière fois ('En sista gång'), regisserad av den feministiskt medvetna Olympe de G.

## Privatliv
Sedan 2002 är Brigitte Lahaie gift med sin Patrick (efternamn okänt). Han arbetar som affärsman.

## Filmografi (urval)[5]

### Pornografiska filmer
- 1976 : Je suis une belle salope av Gerard Vernier
- 1977 : Vibrations sexuelles deavJean Rollin
- 1977 : Suprêmes jouissances av Claude Mulot
- 1977 : Je suis à prendre av Francis Leroi
- 1977 : Parties fines av Gérard Kikoïne
- 1977 : Sarabande porno av Claude Bernard-Aubert
- 1977 : Entrecuisses / Possessions av Pierre B. Reinhard
- 1978 : La Rabatteuse av Claude Bernard-Aubert
- 1978 : La Clinique des fantasmes av Gérard Kikoïne
- 1979 : Anna cuisses entrouvertes av José Bénazéraf
- 1979 : Photos scandales av Jean-Claude Roy
- 1979 : Parties de chasse en Sologne av Claude Bernard-Aubert
- 1980 : Maîtresse pour couple av Patrick Aubin
- 1980 : Secrets d'adolescentes av Gérard Loubeau
- 1980 : Les enfilées av Jean-Claude Roy
- 1980 : Les petites écolières av Claude Mulot
- 1981 : Parties très spéciales av Gérard Kikoïne

### Andra filmer
- 1978 : Les Raisins de la mort av Jean Rollin
- 1979 : Fascination av Jean Rollin (som "Eva")
- 1979 : I... comme Icare av Henri Verneuil (som "Ursula Hoffman")
- 1979 : New Generation av Jean-Pierre Lowt-Legoff
- 1980 : Le Corps et le fouet av Erwin C. Dietrich (som "Rita")
- 1980 : Filles sans voile (som "Greta")
- 1980 : Diva av Jean-Jacques Beineix
- 1980 : La Nuit des traquées av Jean Rollin (som "Elysabeth")
- 1981 : Les Paumées du petit matin av Jean Rollin
- 1981 : En gång snut alltid snut av Alain Delon (som sjuksköterska)
- 1982 : Le Bourgeois gentilhomme av Roger Coggio
- 1982 : N'oublies pas ton père au vestiaire
- 1983 : Baisers exotiques av Jean Luret (som "Elizabeth")
- 1985 : Joy et Joan av Jacques Saurel (som "Joy")
- 1985 : Brigade des mœurs av Max Pécas
- 1986 : Suivez mon regard av Jean Curtelin
- 1986 : Le Couteau sous la gorge (som "Valérie Landis")
- 1986 : L'Exécutrice av Michel Caputo (som "Martine")
- 1987 : On se calme et on boit frais à Saint-Tropez av Max Pécas (som "Alexandra")
- 1987 : Le Diable rose av Pierre B. Reinhard (som "Naska/Lolita")
- 1987 : Therese II la mission av Guillaume Perrote (som "Therese")
- 1988 : Dark Mission, les fleurs du mal av Jess Franco (som "Linda Montana")
- 1988 : Les Prédateurs de la nuit av Jess Franco (som "Nathalie")
- 1990 : Henry och June av Philip Kaufman (som prostituerad)
- 1993 : Illusions fatales av Patrick Malakian
- 1999 : Les Fourches caudines av Michael Donio
- 2000 : La Dame pipi av Jacques Richard
- 2002 : La Fiancée de Dracula av Jean Rollin
- 2005 : Calvaire av Fabrice Du Welz (som "Mademoiselle Vicky")
- 2009 : Quelque chose à te dire av Cecile Telerman